# أوم براكاش فيرما
أوم براكاش فيرما هو سياسي هندي، ولد في 17 يوليو 1971 في أغرة ‏ في الهند. نشط حزبياً في سماجوادي.